# Dipsas indica
Dipsas indica är en ormart som beskrevs av Laurenti 1768. Dipsas indica ingår i släktet Dipsas och familjen snokar.
Arten förekommer med två från varandra skilda populationer i Sydamerika. Den första populationen lever i Amazonområdet i norra Brasilien samt i angränsande områden av regionen Guyana, Venezuela, Colombia, Ecuador, Peru och Bolivia. Den andra populationen hittas i östra Brasilien från delstaten Bahia till Paraná. Dipsas indica lever i låglandet och i kulliga områden upp till 800 meter över havet. Habitatet av tropiska regnskogar och av lite torrare skogar nära Atlanten. Individerna är nattaktiva och klättrar främst i träd. Födan utgörs av snäckor och sniglar. Honor lägger ägg.
Skogarnas omvandling till jordbruksmark eller till samhällen hotar delar av beståndet. I utbredningsområdet inrättades flera skyddszoner och hela populationen anses vara stabil. IUCN listar arten som livskraftig (LC).

## Underarter
Arten delas in i följande underarter:
- D. i. indica
- D. i. petersi
- D. i. ecuadoriensis
- D. i. bucephala
- D. i. cisticeps